# Villa Giulia (Bellagio)
Villa Giulia, in precedenza nota anche come Villa Zina, è una residenza storica situata nel comune di Bellagio, più precisamente nella frazione di Regatola. 
Il suo immenso parco, di oltre 20 ettari, si affaccia su entrambi i rami del lago di Como ed è per questo considerata una delle ville più belle del Lario. 
La proprietà comprende anche l'antica Villa Ciceri, risalente al 1500 e situata nell’uliveto di Villa Giulia.

## La villa
La villa venne costruita, a tre piani ed in stile neoclassico, dall'architetto Iacopo Masino per volere del Conte Pietro Venini, alla cui moglie Giulia fu dedicato l'edificio. Gli imponenti lavori della villa, costruita sulla base di una precedente residenza di villeggiatura costruita nel 1624 da Eudemio Camutio (Villa Camutia), iniziarono alla fine del XVIII secolo e furono completati nel 1806 (le due ali laterali furono invece aggiunte nel 1882). La struttura elegante comprende ampie finestre trabeate al pian terreno, timpanate al primo piano e con cornice al secondo, mentre la fascia inferiore dell’edificio è a bugnato. 
Tra le numerose stanze affrescate è degno di nota il "Salone d'Enea", sala da ballo ubicata al primo piano della villa ed affrescata dai Galli da Bibbiena, come affermato dallo storico comasco Giovanni Battista Giovio. La sala è l'unica della villa ad estendersi su due piani, per un'altezza di circa 15 metri, ed è decorata con motivi architettonici che richiamano l'antichità classica greca e romana (con la tecnica del trompe-l'oeil) e statue di eroi epici, descritte sempre dal Giovio come architetture nelle quali "vi si passi il limite del vero e del verisimile". 

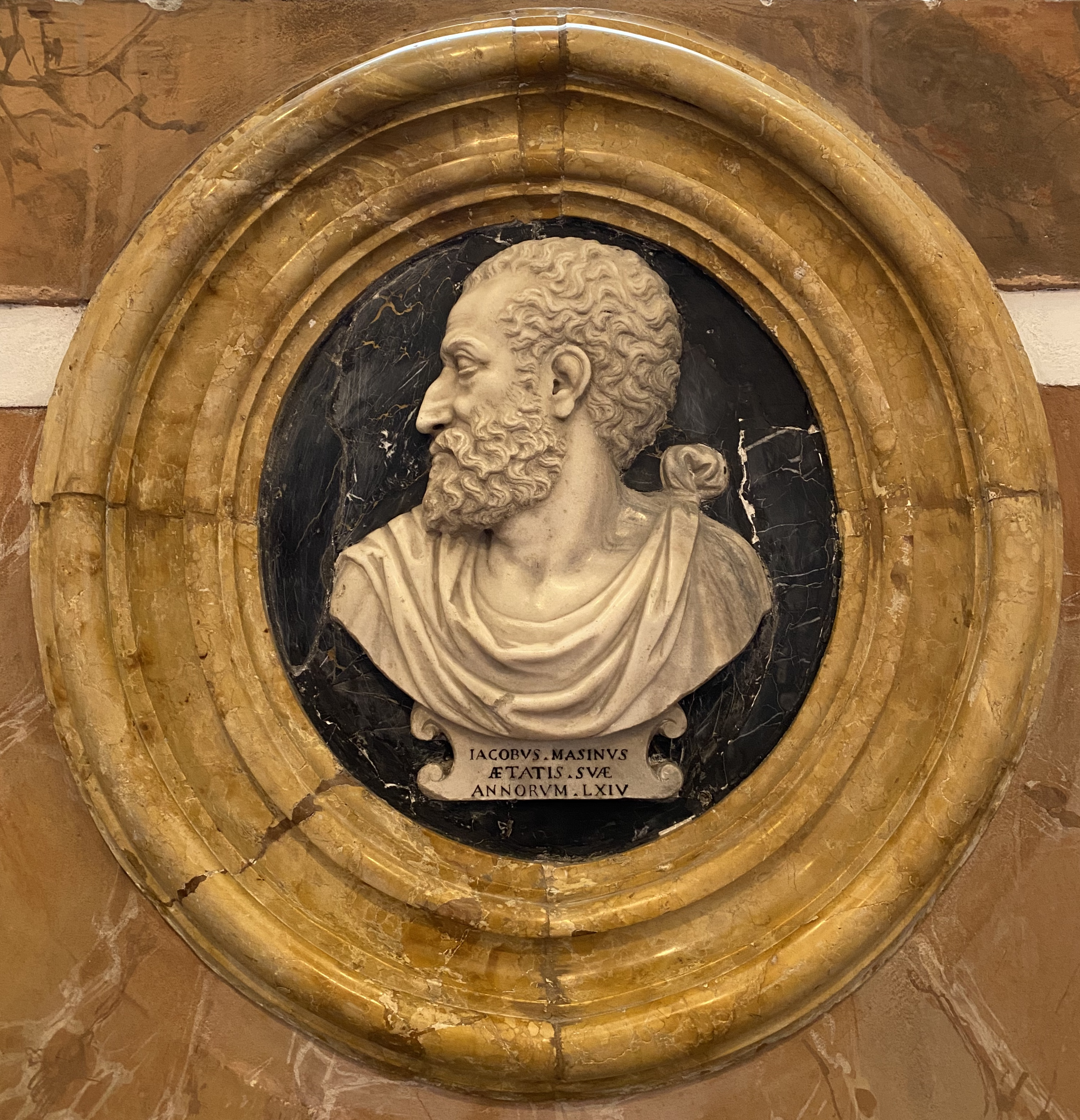
Busto di Iacopo Masino sullo scalone della Villa

La residenza si trova in posizione rialzata rispetto alla "punta" di Bellagio e si affaccia su entrambi i rami del lago di Como: tutto ciò fu reso possibile da imponenti lavori di spianamento. Dalle darsene di Loppia si estende il "vialone" d'accesso alla villa di oltre 850 metri, con cento gradini in pietra che costituiscono la "scalotta", per arrivare al classico giardino all'italiana con fontana. Il tetto è decorato da un festone a ringhiera con ornamenti in pietra.

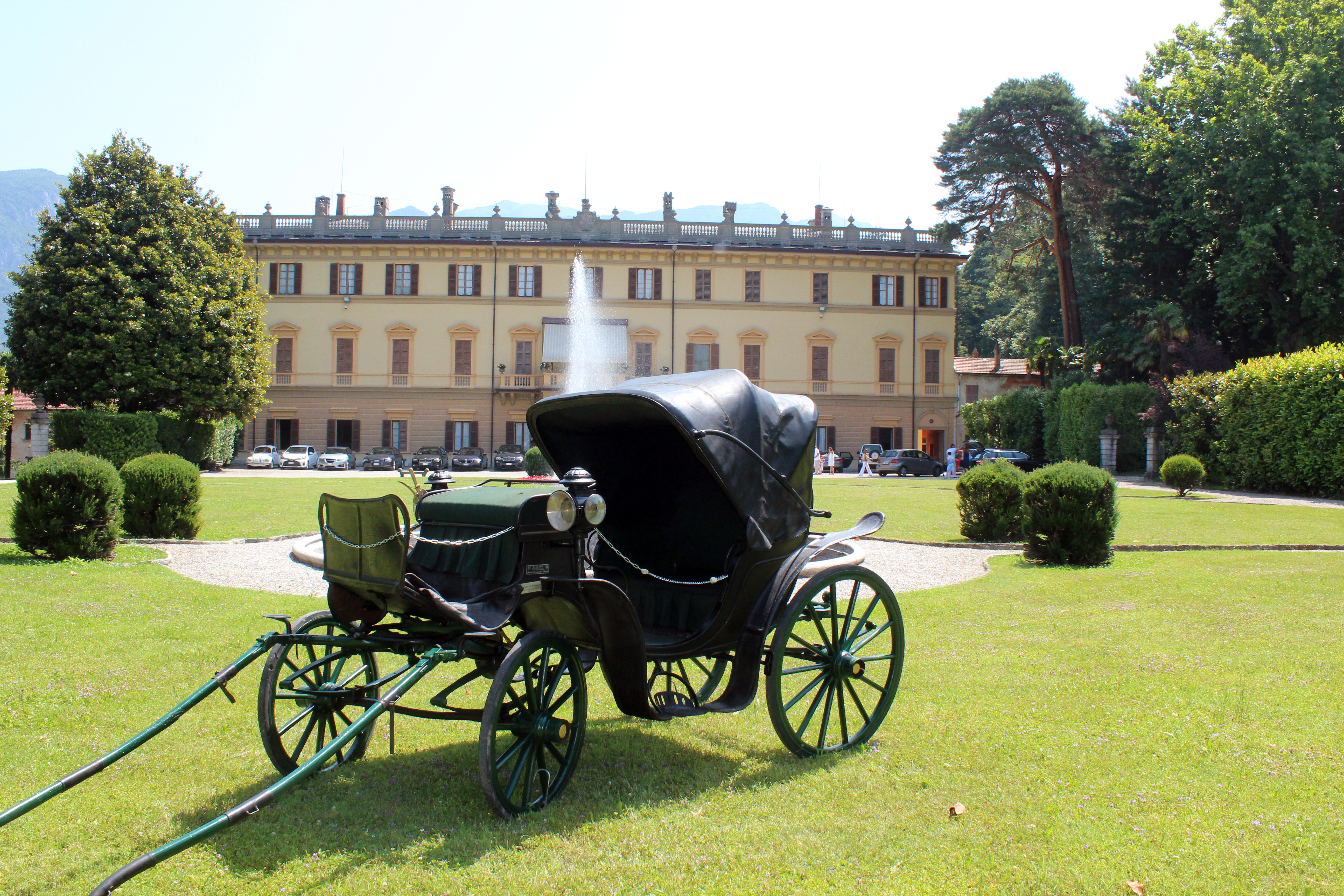
Carrozza esposta nel giardino principale

La facciata posteriore della villa si affaccia su un altro giardino all'italiana, decorato con aiuole dalle forme geometriche e bossi. Il parco della villa comprende il bosco che si estende fino a Visgnola e l'antico frutteto, oggi un uliveto, che la collega alla frazione di Pescallo e che comprende la struttura e il giardino dell'antica Villa Ciceri.

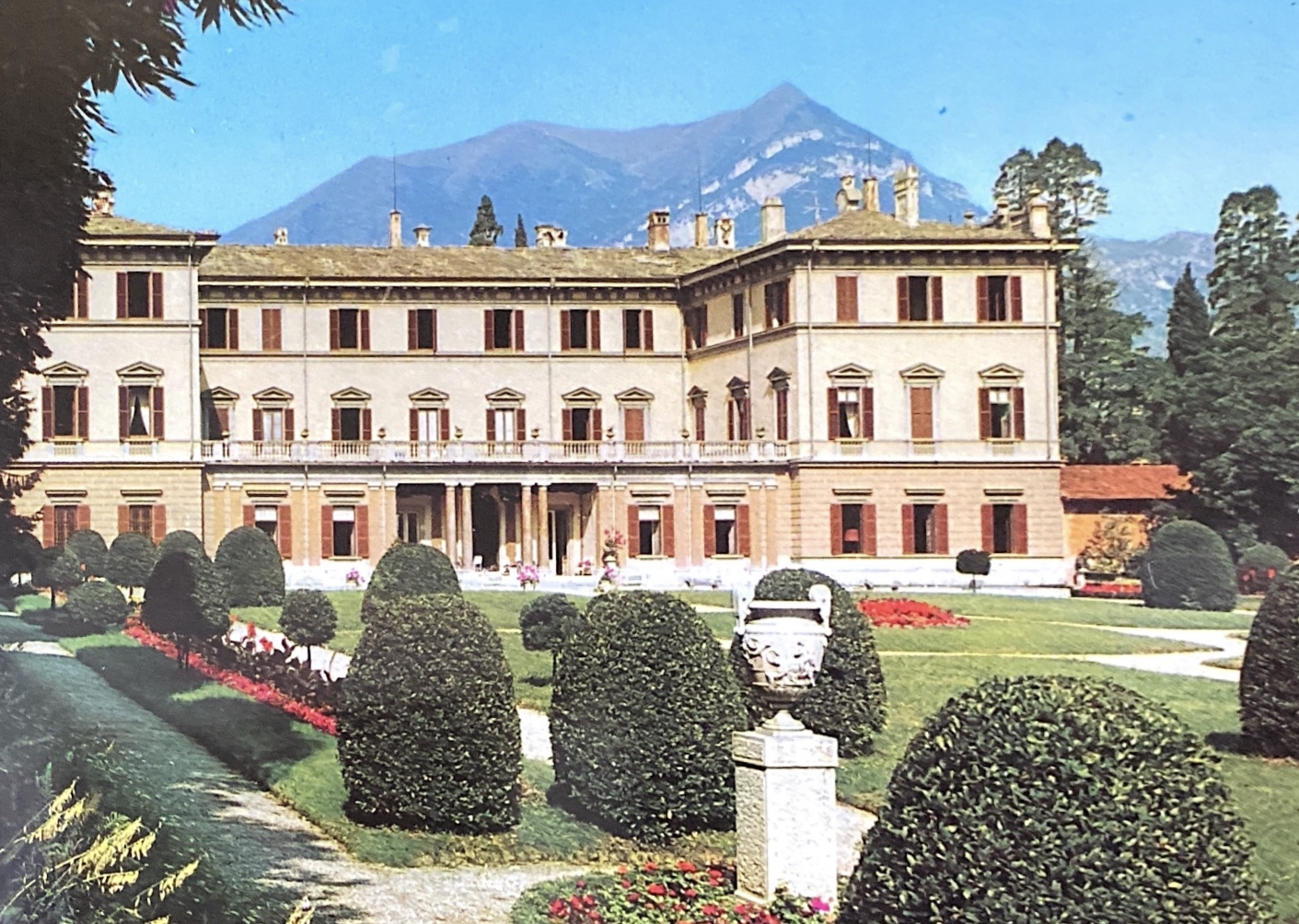
Veduta della facciata posteriore

## Storia

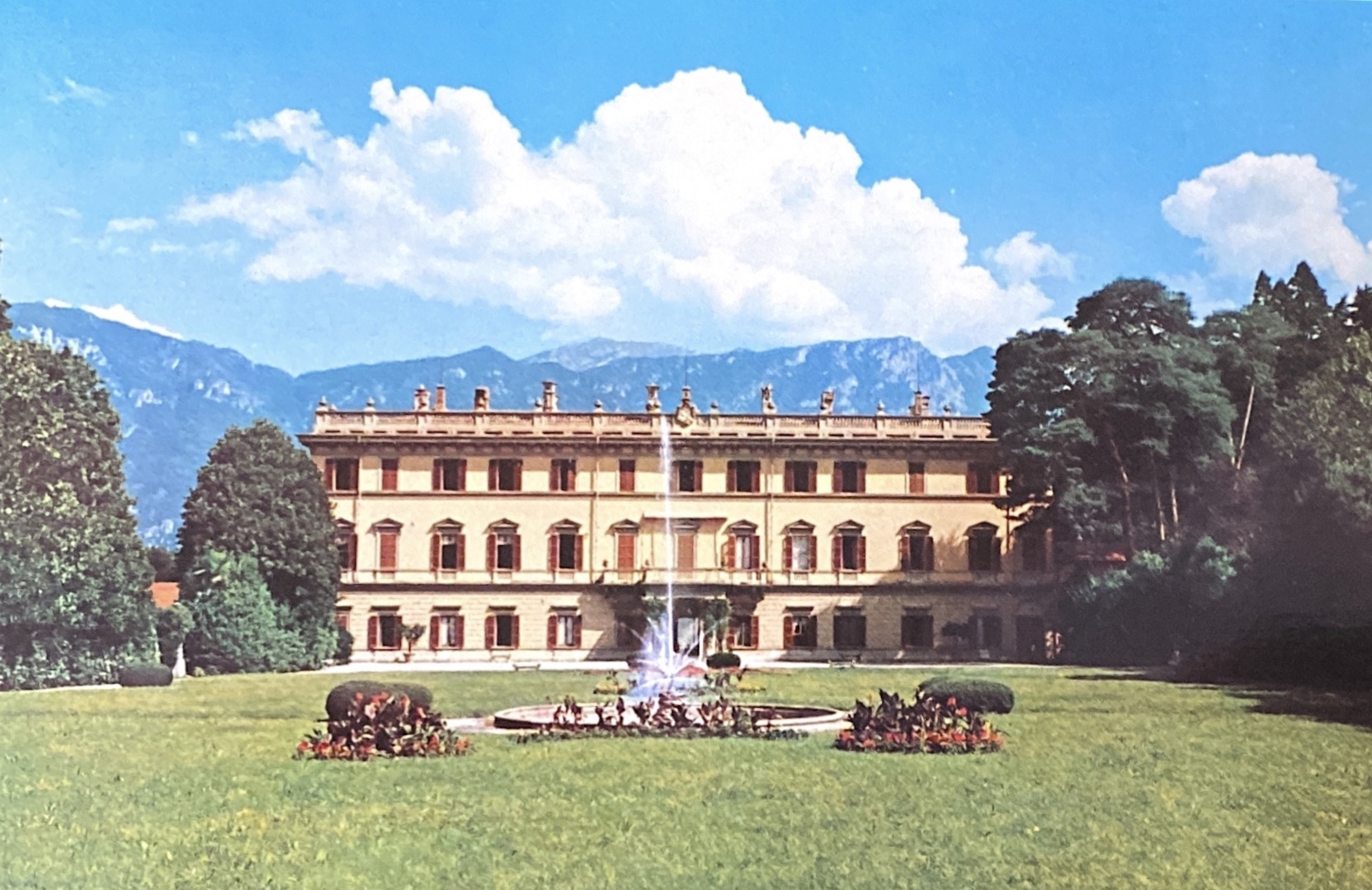
La facciata principale con fontana

Il terreno scelto da Pietro Venini fu quello in cui sorgeva precedentemente la casa di villeggiatura della famiglia Camutio. Importanti modifiche paesaggistiche avevano compreso anche lo spianamento di alcune zone circostanti Villa Giulia. Un grande impegno economico e diversi anni di lavoro consegnarono a Pietro Venini una villa caratterizzata dalla doppia facciata, una per ogni ramo del lago, e dall'ingresso scenografico. 

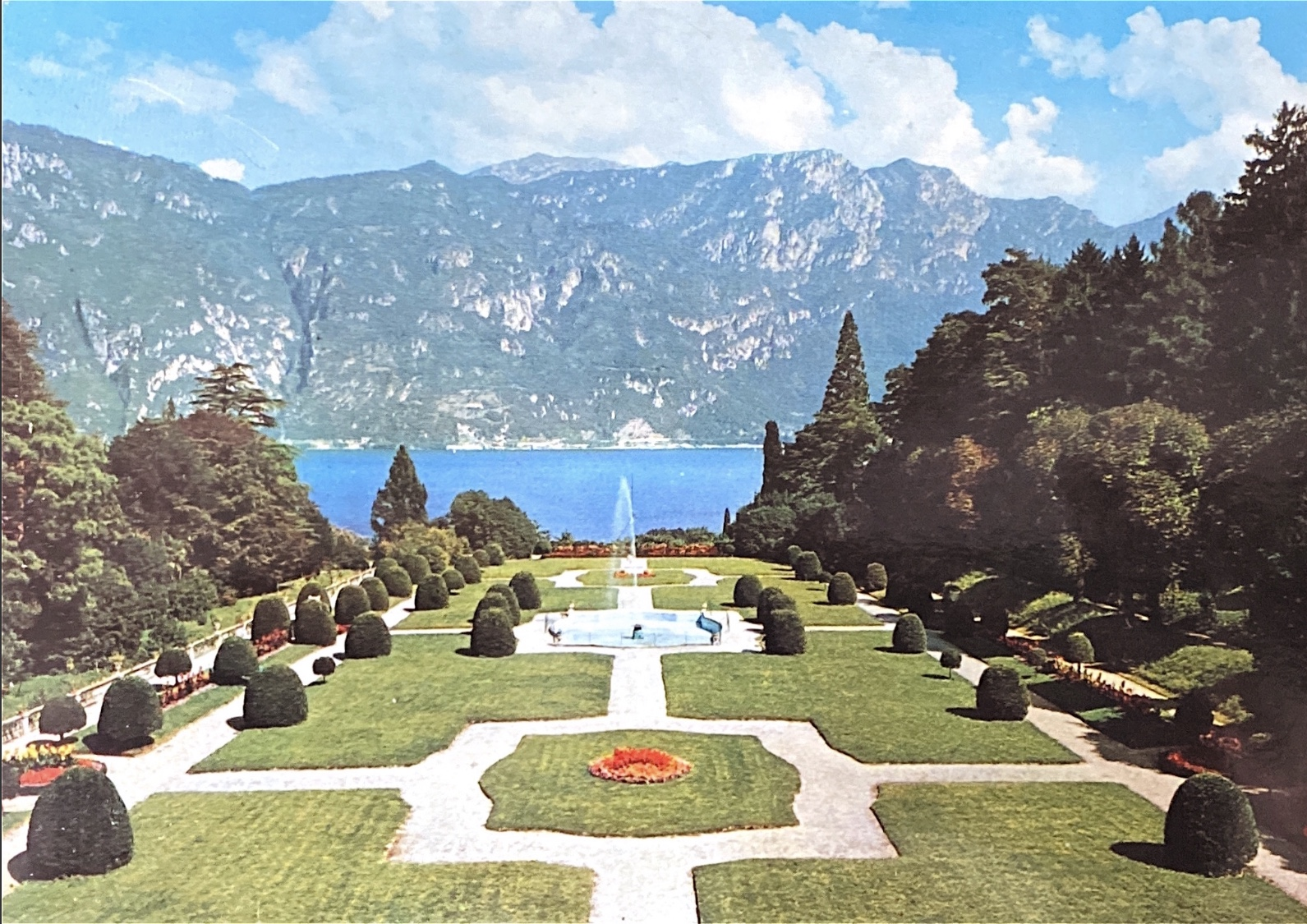
Il giardino all'italiana

Eretta la villa, Venini comperò ampi terreni, cosicché la sua proprietà si estendesse da Regatola fino a Loppia. La visuale dei due laghi, che attualmente si gode dalla villa, fu ottenuta attraverso lavori quasi impossibili per l'epoca. Di fronte alla facciata della villa furono costruiti viali ed aiuole a disegno simmetrico con al centro una fontana in cui si rispecchia la nobile facciata. Sul ramo di Lecco si affaccia la darsena della villa preceduta da un giardino all'italiana ricco di alberi d'alto fusto a cui furono aggiunte nel XIX secolo statue, fontane, piante esotiche ed essenze pregiate.
Lo storico Giovanni Battista Giovio descrisse così quanto fatto per l'edificazione della villa nella sua opera “Viaggio pel Lago di Como”:
"Questo bel tratto di pianura che il ramo di Lecco e quello di Como or congiunge, era altre volte sito incolto, disavvenevole, solingo, ove appuntavansi greppi e dirupi, si adimavan valli, si spaccavan burroni. Don Pietro Venini, di qui natio, raccolto avendo smisurate ricchezze, volle con nobile divisamento questa villa edificare, onde que' luoghi stessi che veduto aveano i suoi modesti natali fossero partecipi essi pure della sua cangiata fortuna (...) e magnanimo fu il progetto d'unire con una Villa il ramo di Lecco e quel di Como."

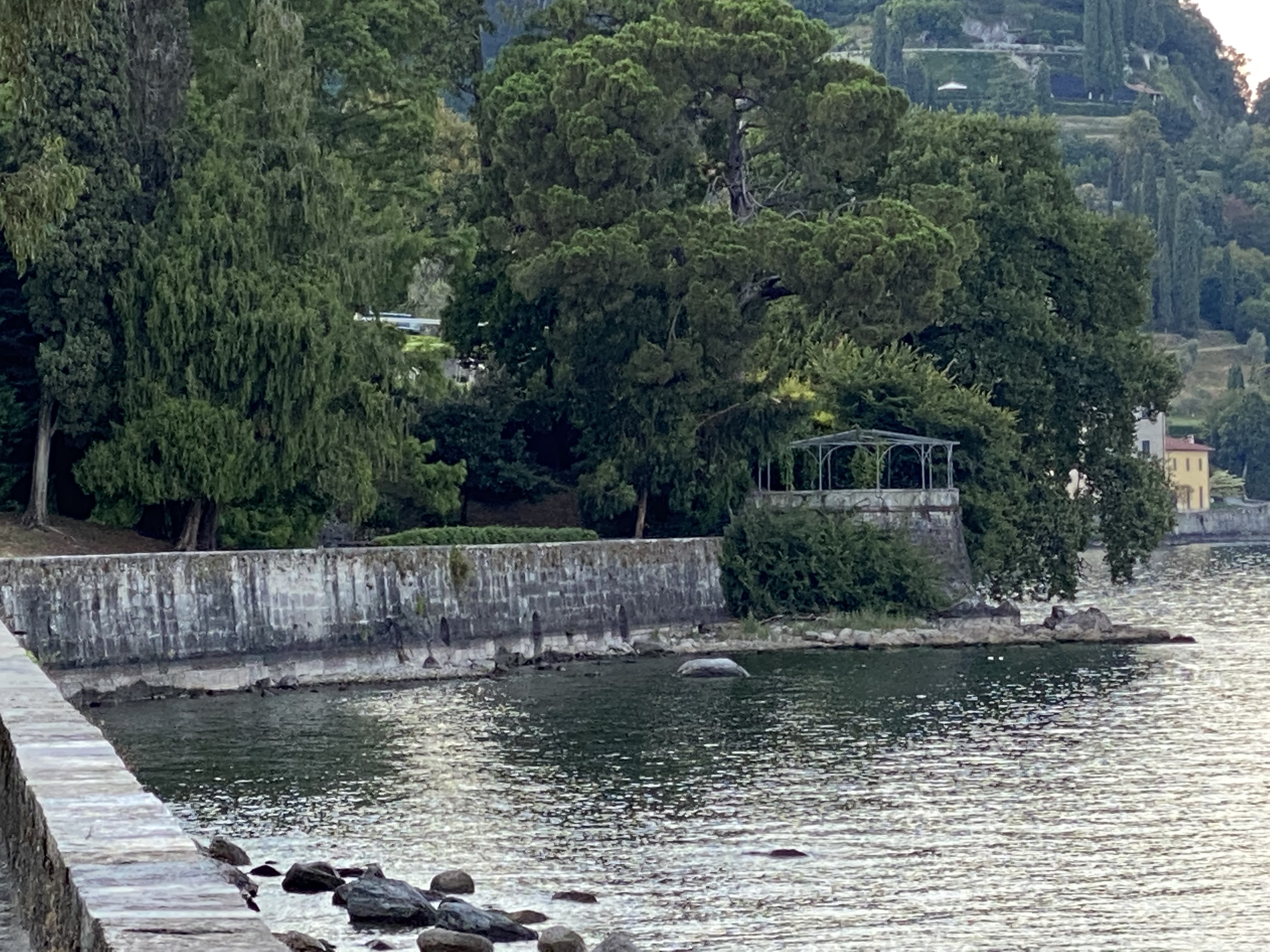
La rotonda

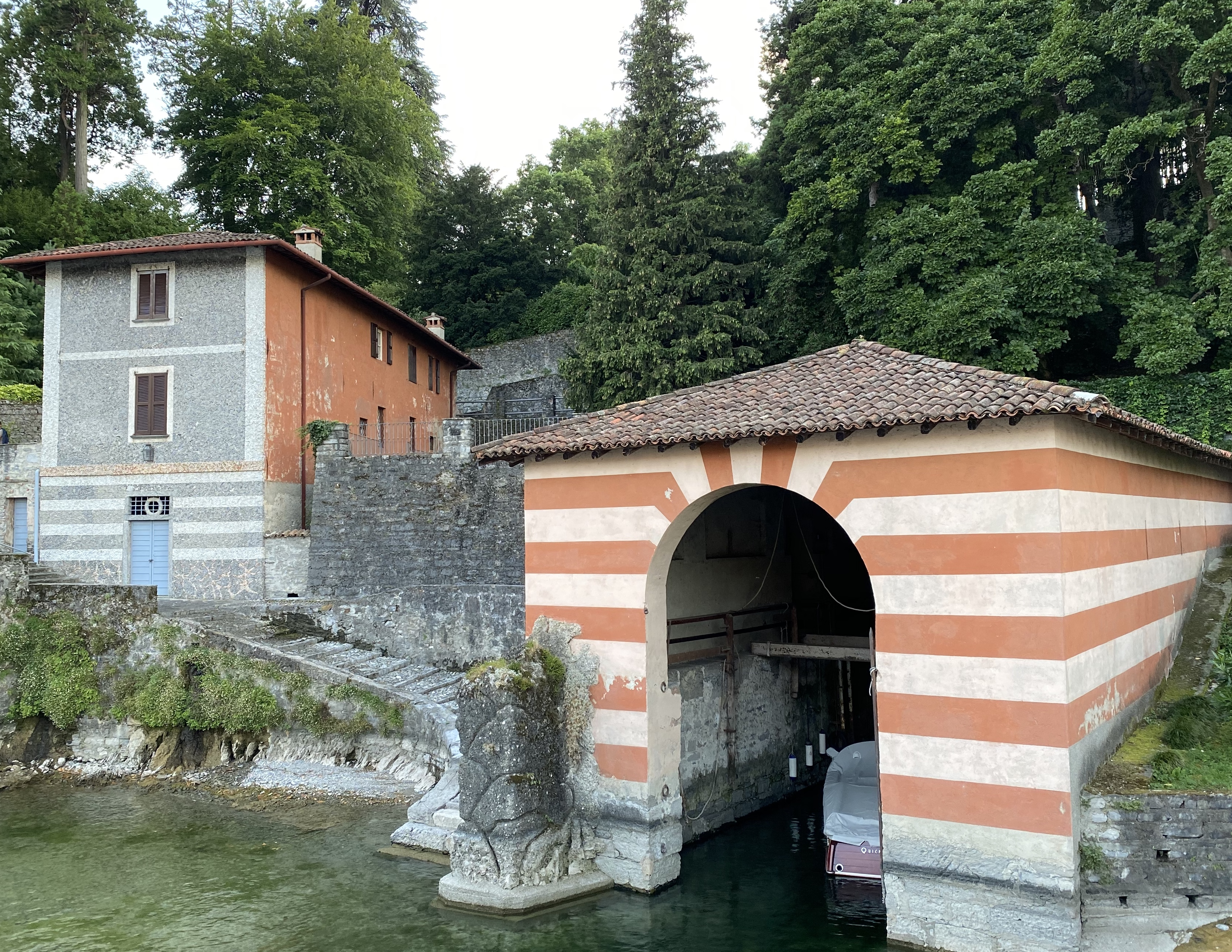
La darsena

Nella seconda metà del XIX secolo (ca. 1870) Villa Giulia divenne, grazie all’imprenditore bellagino Antonio Mella, un albergo di lusso per un breve periodo, assumendo la denominazione di “Chateau du Roi des Belges”. Successivamente Mella aprì l’Hotel Grande Bretagne e la villa tornò ad essere una residenza privata.

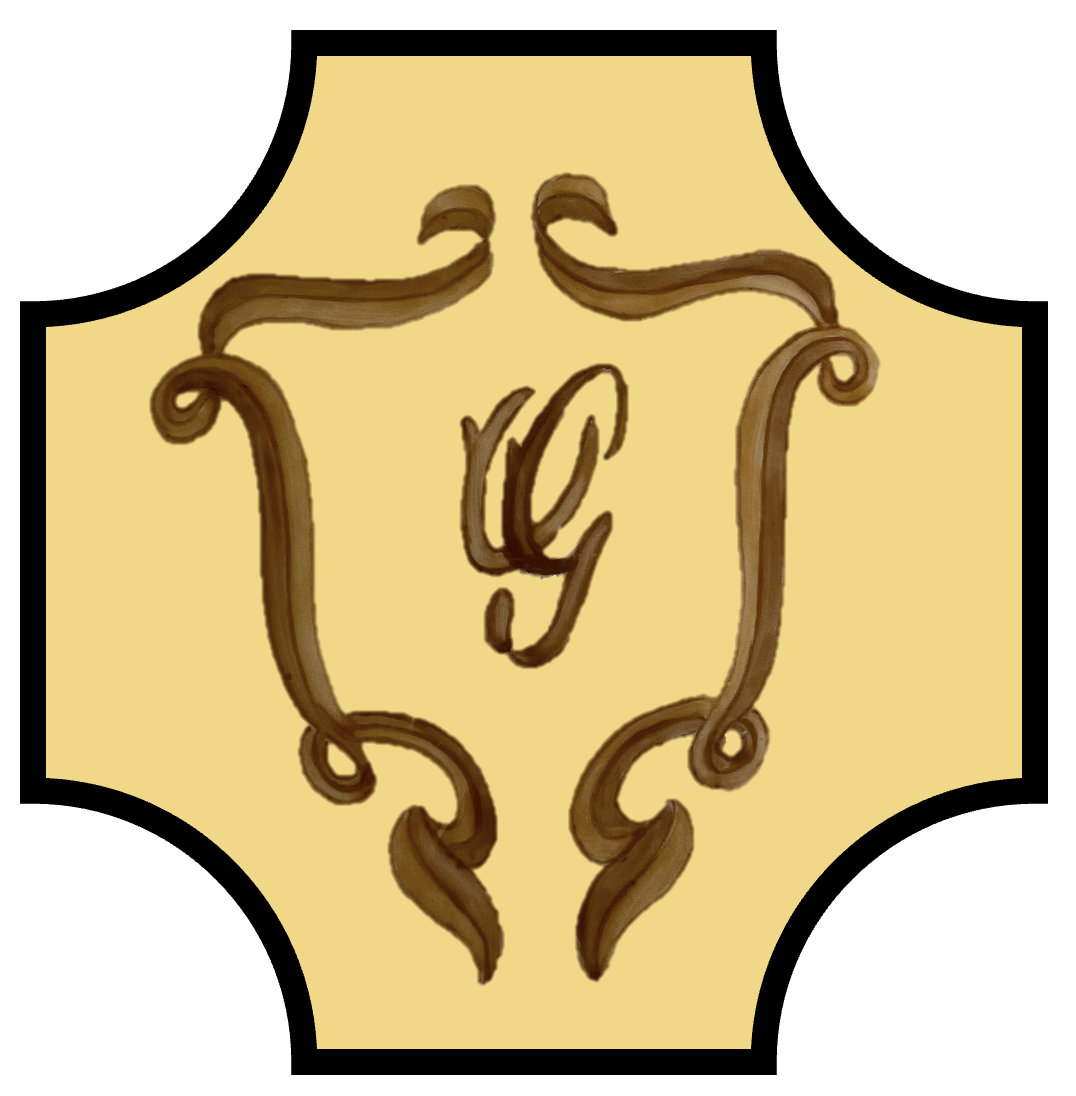
Lo stemma di Villa Giulia

Agli inizi del XX secolo, fino allo scoppio della Prima Guerra Mondiale, lavorò presso la villa la famiglia di Teresio Olivelli, oggi beato per il suo comportamento religioso e caritatevole all'interno dei campi di concentramento nel 1944, dove fu ucciso dai nazisti.

## Proprietari
La villa appartenne ai Venini fino al 1848, quando, a seguito dei moti politici, dovettero fuggire in Piemonte per aver appoggiato gli insurrezionalisti. La villa fu acquistata dal Re Leopoldo I del Belgio e a seguito della sua morte passò in eredità al secondogenito, il principe delle Fiandre, che la affittò ad Antonio Mella, il quale la trasformò in albergo di lusso prima di aprire l’Hotel Grande Bretagne. Sul finire del secolo la villa venne acquistata dal Conte Blome de Boul Schenenstein che restaurò l'edificio ed ampliò i giardini.
Appartenne dal 1865 agli impresari edili Bonomi di Milano e poi al Barone polacco Gaier, per essere ancora del romeno Enrico Kirakirschen e del ricco banchiere Goldschmidt. 
Appartiene dal 1924 al Cav. Bonecchi industriale milanese, familiare del politico e imprenditore Antonio Bernocchi.

## Galleria d'immagini

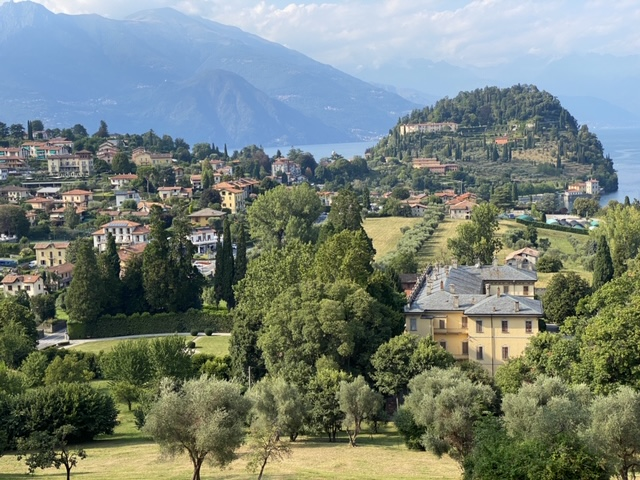
La villa dall'alto
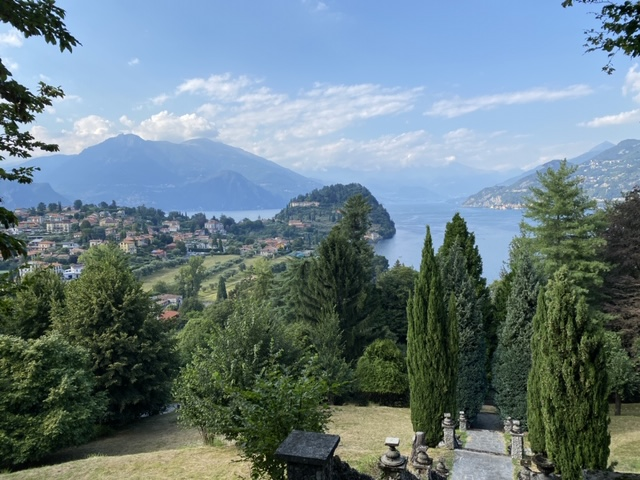
Vista della punta di Bellagio dalla bressanella
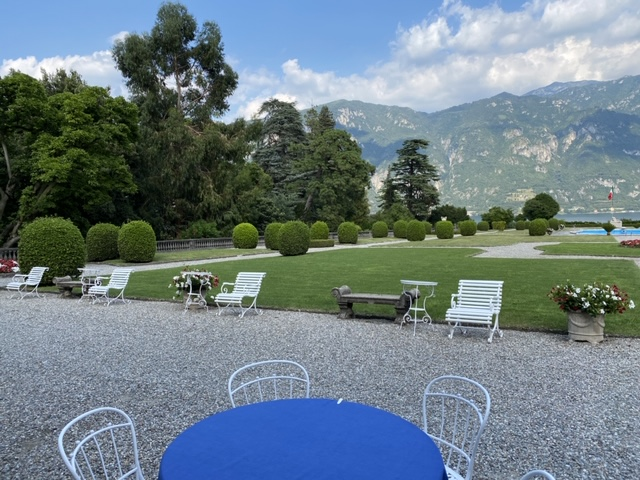
Il giardino posteriore
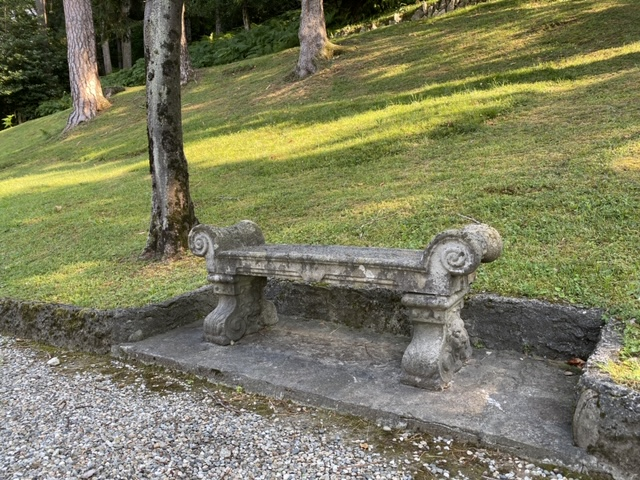
Una delle panchine sparse per il parco
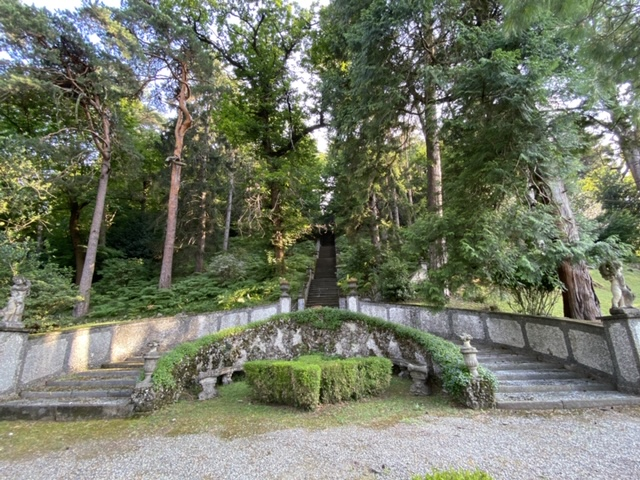
La scala della bressanella
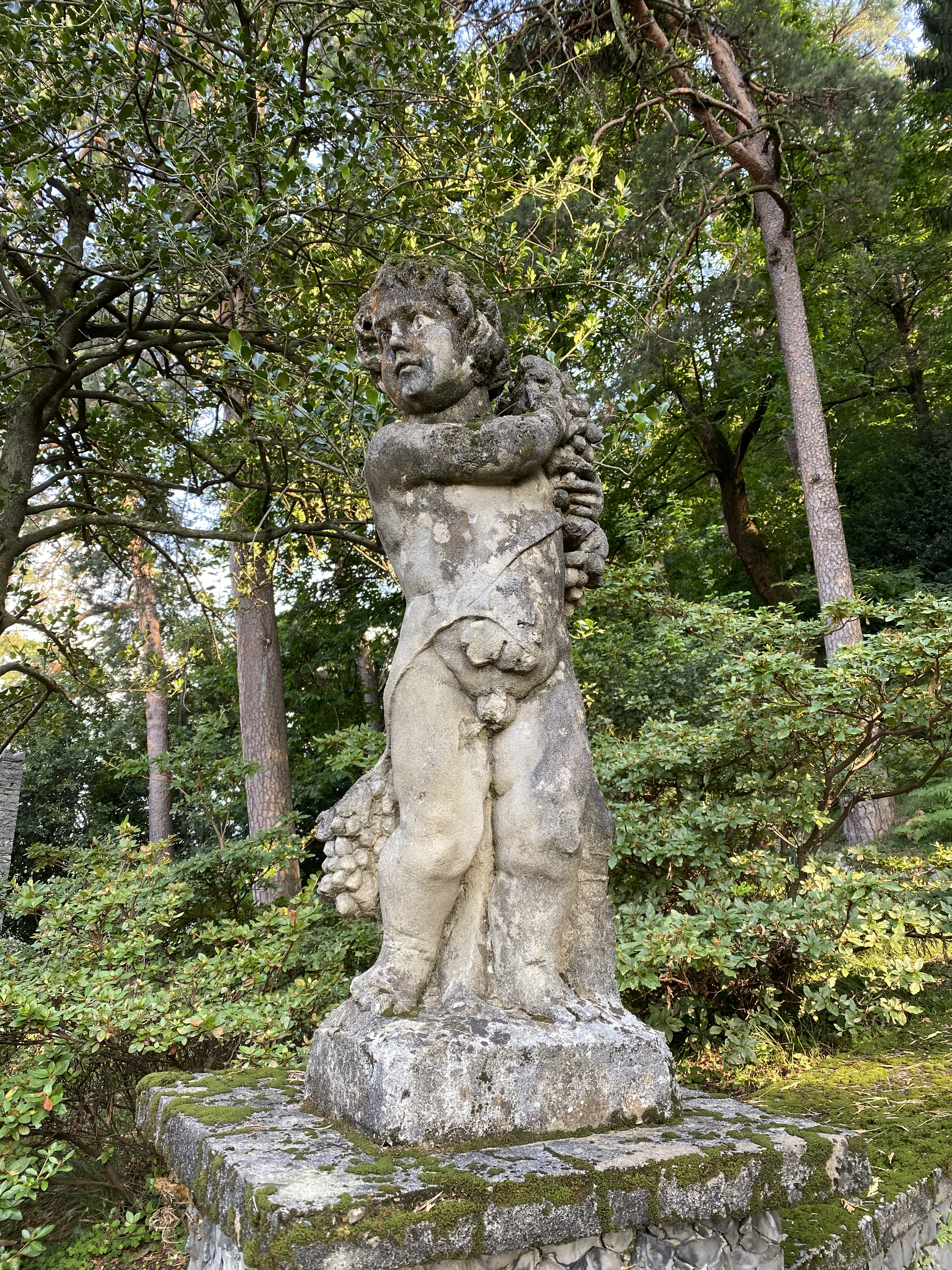
Statua decorativa di un putto
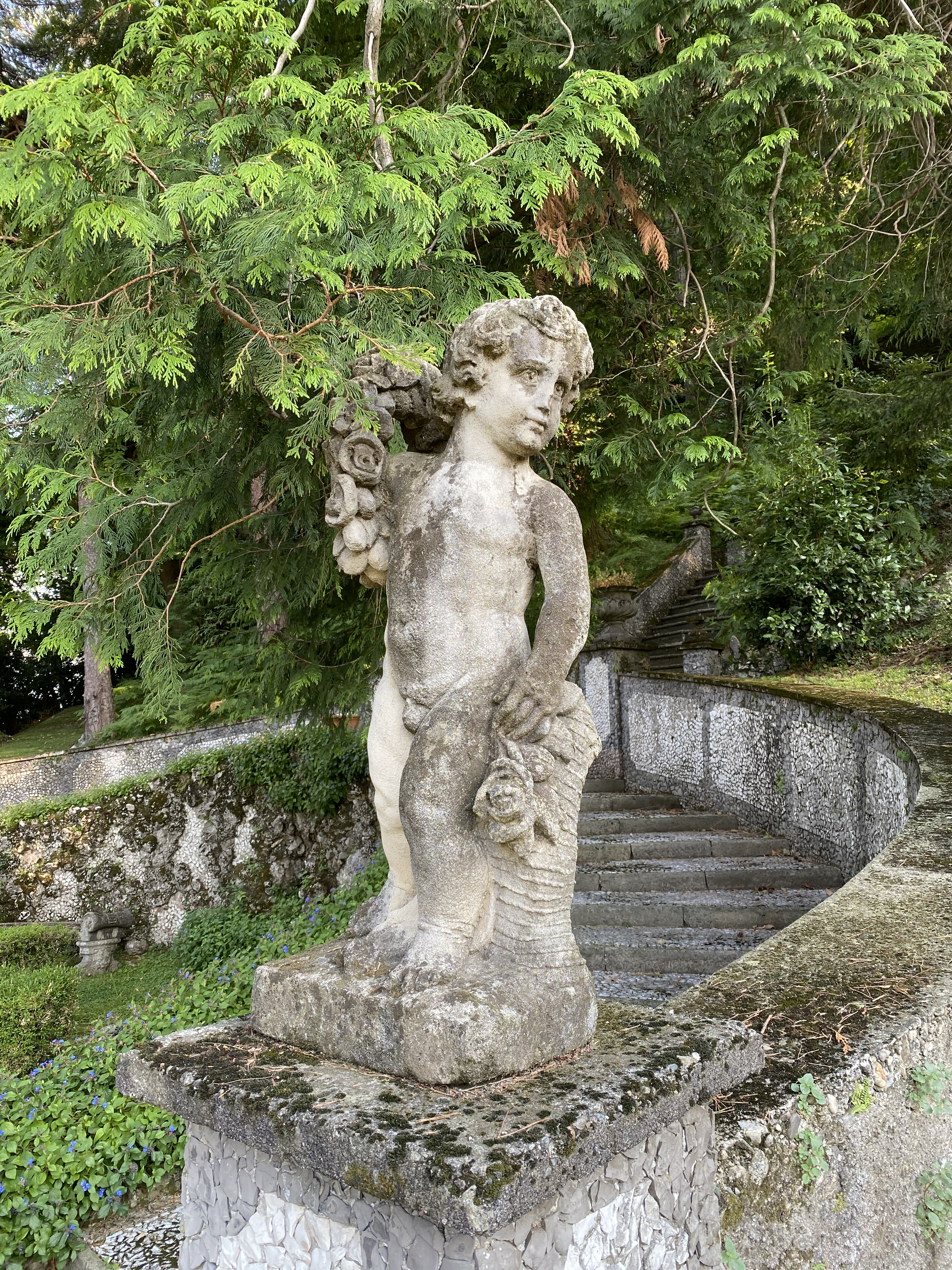
Altra statua decorativa
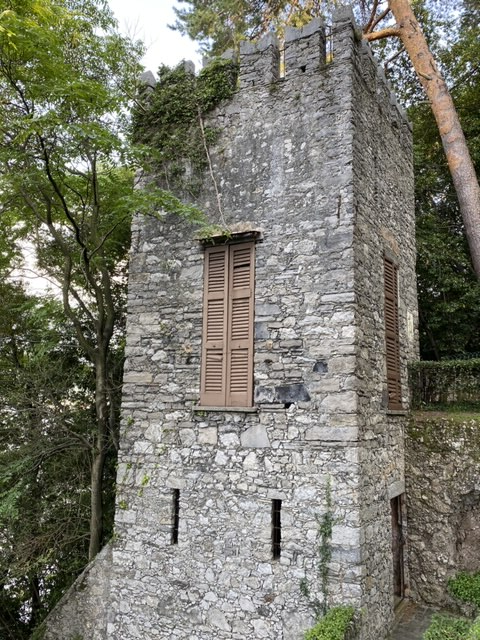
La torretta di guardia del XVII secolo
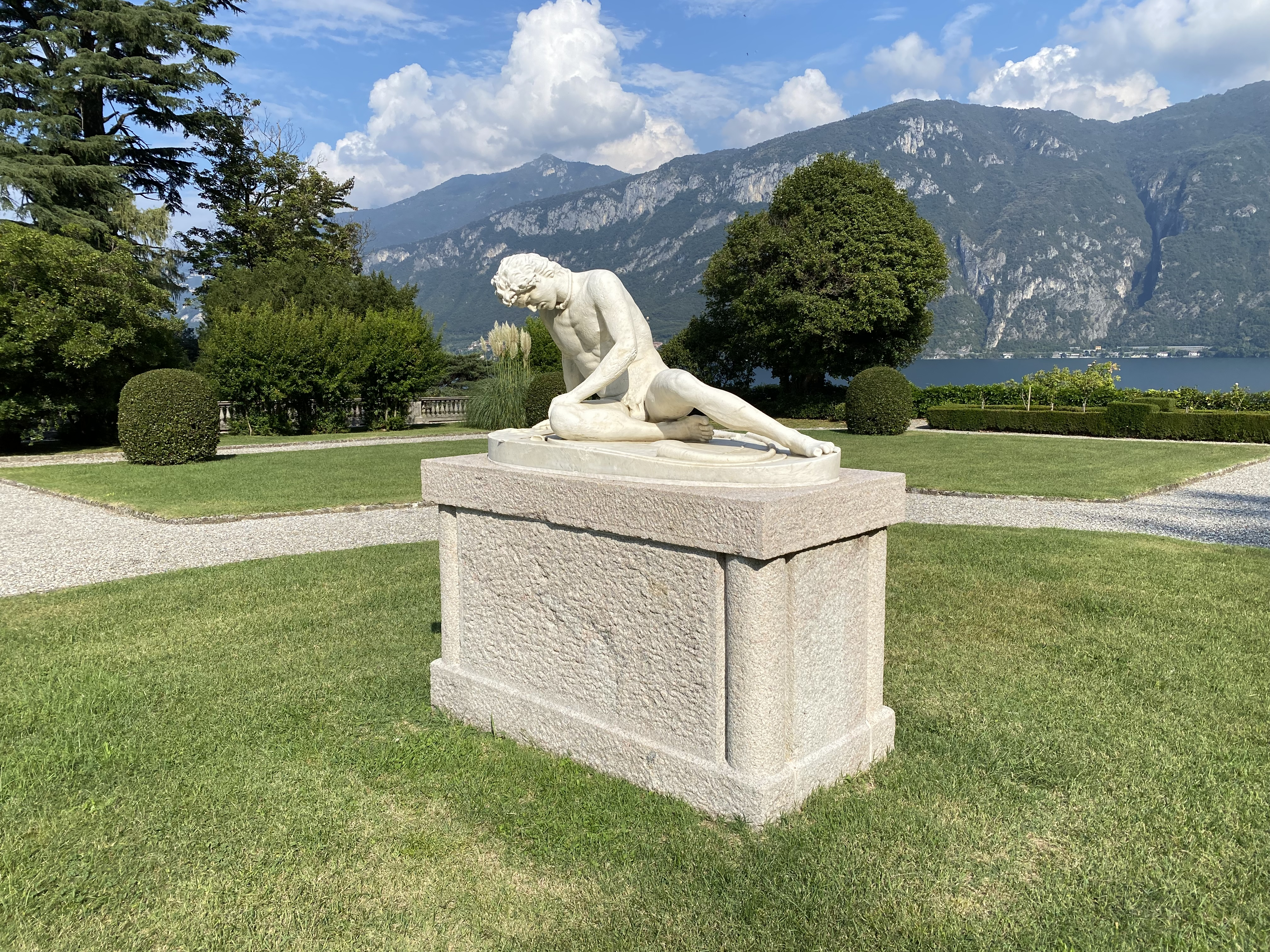
Statua "Il Galata morente"